# بلاس كابريرا
بلاس كابريرا (بالإنجليزية: Blas Cabrera)‏ (و. 1946 – م) هو فيزيائي، وأستاذ جامعي من الولايات المتحدة الأمريكية . ولد في باريس .

## مناصب وهيئات
أدار جامعة ستانفورد.

## جوائز
حصل على جوائز منها:
- Panofsky Prize (2013).